# Abutilon amplum
Abutilon amplum är en malvaväxtart som beskrevs av George Bentham. Abutilon amplum ingår i släktet klockmalvor, och familjen malvaväxter. Inga underarter finns listade i Catalogue of Life.